# Ҭə
Ҭә – dwuznak cyrylicy wykorzystywany w zapisie języka abchaskiego. Oznacza dźwięk [tʷʰ], czyli labializowaną spółgłoskę zwartą dziąsłową bezdźwięczną z przydechem.

## Kodowanie
| Forma     | Wygląd | Części składowe | Części składowe |
| --------- | ------ | --------------- | --------------- |
| majuskuła | Ҭә     | U+04AC Ҭ        | U+04D9 ә        |
| minuskuła | ҭә     | U+04AD ҭ        | U+04D9 ә        |